# Nederlandsche Oost Compagnie
De Nederlandsche Oost Compagnie (NOC, ook wel geschreven als Nederlandsche Oostcompagnie) was een nationaalsocialistische organisatie die tijdens de Tweede Wereldoorlog op 6 juni 1942 in Den Haag werd opgezet door de Nederlandse NSB'er Meinoud Rost van Tonningen met deelname van de Nederlandsche Bank. De NOC was een naamloze vennootschap. Doel was de kolonisering van de veroverde gebieden in de Baltische landen en Oekraïne.

## Vestigingen
De organisatie was gevestigd in Den Haag. Het hoofdkantoor was aan de Amaliastraat 1-3, met een bijkantoor voor de verzekeringen aan de Anna Paulownastraat 35. Een gebruikt adres was ook Parkstraat 22. De NOC had bijkantoren in Berlijn, Kauen (Kaunas), Wilna (Vilnius), Riga, Dorpat, Rowno, Kiev en Minsk.

## Voorgeschiedenis, oprichting en doelstelling
Een eerdere, Duitse, organisatie was al bezig geweest om de veroverde gebieden te exploiteren om de Duitse oorlogseconomie te financieren, namelijk het Ostdeutsche Landbewirtschaftungsgesellschaft. Ook bestond de Werkdienst Holland, die werknemers liet werken in het Oosten onder erbarmelijke omstandigheden. Daarnaast bestond er een Commissie tot uitzending van landbouwers naar Oost-Europa (Culano), waarvan de voorzitter, de latere minister Cornelis Staf, aftrad toen de NOC werd opgericht.
Bij de oprichting waren aanwezig: Jan Robertson (als gemachtigde van Rost van Tonningen), wethouder Johannes Walch (als gemachtigde van de burgemeester van Amsterdam, Edward John Voûte) en wethouder Gerrit Coenraad Blom (namens burgemeester Frederik Ernst Müller van Rotterdam).
Met de NOC-organisatie wilde Rost van Tonningen Nederlandse koloniën stichten in door de nazi's veroverde gebieden, met name Oekraïne, Estland, Letland en Litouwen, die zogenaamd door de Duitsers "bevrijd waren". Daarbij zag de organisatie zichzelf als voortzetter van de traditie van de VOC. Hiermee gaf Rost van Tonningen ook invulling aan de Lebensraumgedachte van de nazi's. Dit zou moeten worden gecoördineerd door koloniale handelshuizen. Deze waren door de oorlog afgesneden van hun eigenlijke handelsgebied in Nederlands-Indië en hadden ervaring met de manier van werken.
Nog een ander doel van de NOC was de arisering van Oost-Europa.

## Activiteiten

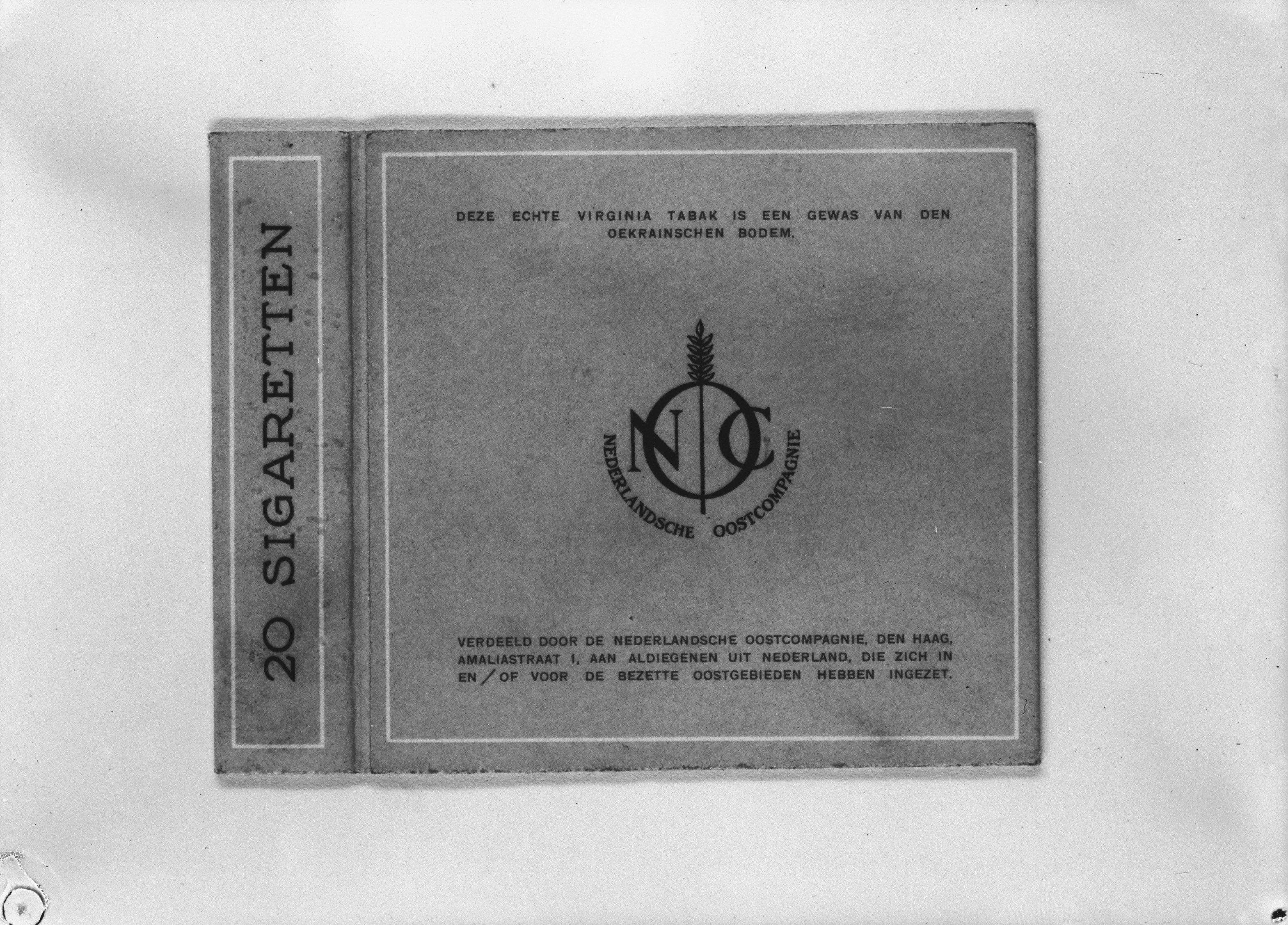
Sigaretten van Oekraïense tabak

Duizenden Nederlanders werkten (deels ook niet via de NOC) in onder meer Oekraïne als boer, baggeraar, bouwvakker, turfsteker of grondwerker. Onder hen waren tachtig vrouwen. Veelal hadden dezen een NSB-achtergrond of waren zij pro-Duits, maar er werden ook dwangarbeiders gezonden als zogeheten SS-Frontarbeiders vanuit de Arbeitseinsatz.
Het succes van de NOC was beperkt doordat er niet veel enthousiasme was voor het initiatief van Rost van Tonningen. Zo werd de NOC door de nazi's in feite slechts gedoogd omdat men verwachtte dat zij ervan zouden profiteren. Een andere reden dat de organisatie geen groot succes werd was de moeizame goederenstroom vanuit Nederland naar de door de nazi's bezette gebieden. De NOC werd ook tegengewerkt door de Duitse bezetters op het terrein van de verstrekking van de benodigde uitvoervergunningen.

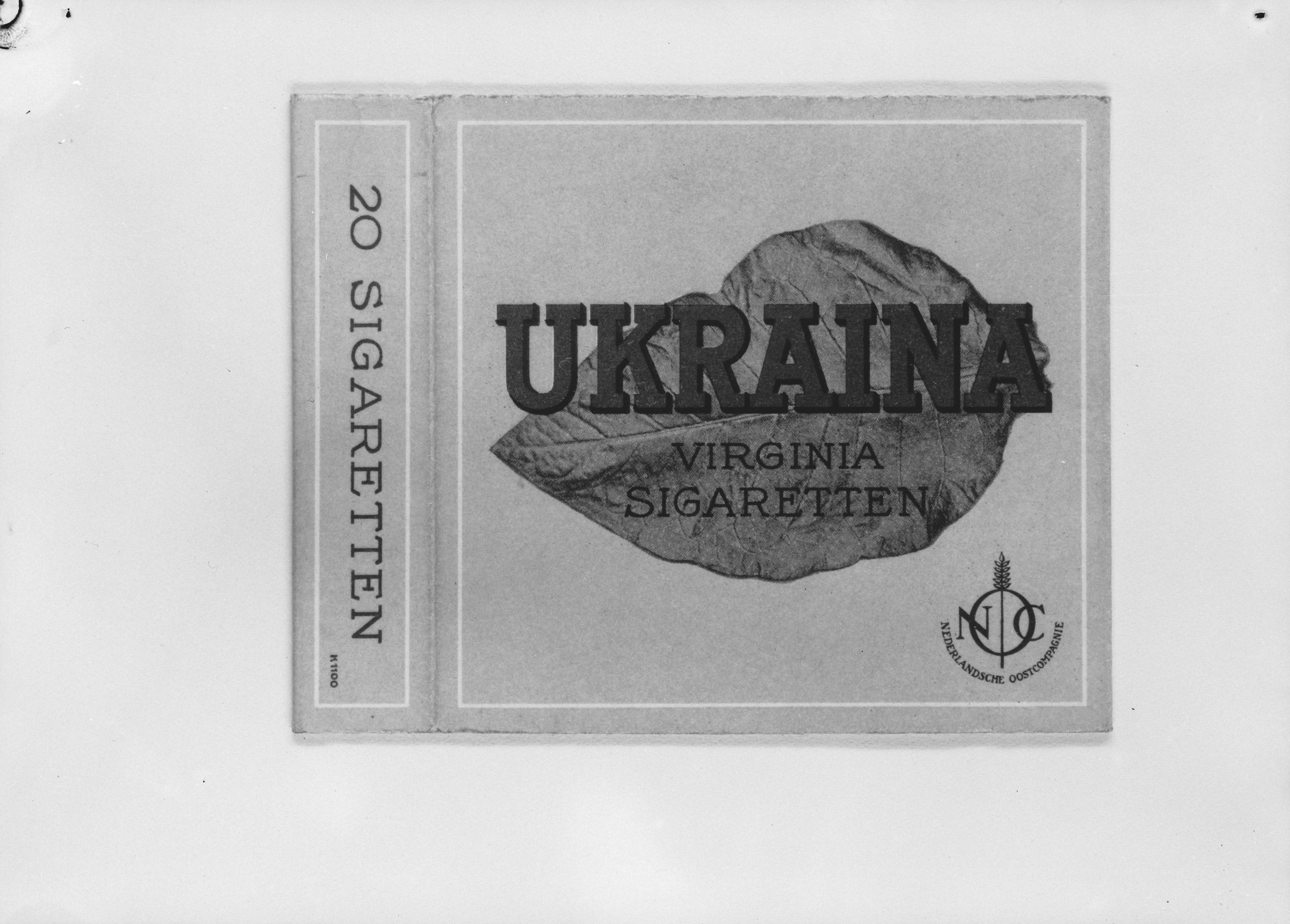
Doos met sigaretten

Bovendien was het op het hoofdkantoor volgens de naoorlogse geschiedschrijver Loe de Jong een janboel. Veel particuliere investeerders haakten dan ook af. In het najaar van 1943 trok Duitsland zich terug uit Oekraïne en werd de aandacht verlegd naar de Baltische staten. Toen in de loop van 1944 ook deze gebieden door de Russen werden heroverd, trokken de Nederlandse emigranten noodgedwongen naar Duitsland.

## Leiding
Rost van Tonningen werd door Seyss-Inquart benoemd als president. Hij was ook voorzitter van de Raad van Commissarissen. Algemeen directeur was bankier en NSB'er Daniël Krantz. Pieter Schelte Heerema was enige tijd mededirecteur. F.B.J. Gips werd president van de Raad van Toezicht en F.L. Rambonnet was thesaurier-generaal.

## Financiering
De organisatie werd gefinancierd door De Nederlandsche Bank en de Nederlandse staat, maar ook de gemeenten Amsterdam en Rotterdam gaven een bijdrage.

## Dochterondernemingen
Een dochteronderneming was de op 11 januari 1943 opgerichte Nederlandsche Oostbouw (NOB), een aannemersbedrijf waarover Pieter Schelte Heerema eerst de leiding had. Het grootste deel van de naar het oosten gestuurde arbeiders werkte voor de NOB. De vrijwilligers werkten veelal voor bedrijven onder die aangestuurd werden door de NOB, terwijl de gedwongen arbeiders van de Arbeidsinzet veelal direct voor de NOB werkten.
Andere dochterondernemingen waren de Nederlandsche Oostvisscherij (die vissers naar het Peipus-meer stuurde om voor de Kriegsmarine vis in te maken), de Nederlandsche Oostbagger (die met gepacht materiaal op de Dnjepr tussen Kiev en Dnjepropetrowsk baggerwerkzaamheden uitvoerde voor de Organisation Todt), de Nederlandsche Oostbaksteen, de Nederlandsche Oostrederij en de Nederlandsche Oost Handel Maatschappij.

## Einde
Met het oprukken van de Russen kwam de NOC onder druk te staan. De Nederlandse boeren op de door Russen bedreigde locaties vluchtten en men probeerde ze te herplaatsen, maar dat lukte moeizaam. Op 28 december 1944 werd Rost van Tonningen door Mussert ontslagen. Na de bevrijding van Nederland door de geallieerden werd de NOC geliquideerd. Er werd een proces gevoerd tegen een aantal van de belangrijkste medewerkers van de NOC. Heerema ging echter op dat moment vrijuit. In 1981 werd vervolging van Heerema overwogen, omdat hij met name met het idee was gekomen om ook dwangarbeiders te gebruiken voor de NOC, maar hij overleed voor het zover was.